# Lars Petersen
Lars Petersen (* 3. September 1965 in Gram, Region Syddanmark) ist ein Dressurreiter. Seit Juli 2017 tritt er im Sport für die Vereinigten Staaten von Amerika an, zuvor startete er für Dänemark.

## Werdegang
Petersen begann als Kind mit dem Reiten. Bereits in den 1980er Jahren ging er erstmals in die Vereinigten Staaten. Im Jahr 1993 kehrte er in sein Heimatland zurück und wurde als Bereiter in Kjeld Kirk Kristiansens Gestüt Blue Hors tätig. Die folgenden Jahre, die er dort tätig war, waren die erfolgreichsten seiner Sportlerlaufbahn, ihm gelang es bis auf Rang zwei der Weltrangliste vorzurücken.
Bei seinem ersten internationalen Championat, den Olympischen Spielen 1996 in Atlanta, belegte er im Sattel von Uffe Korshøjgaard im Einzel Rang 12. Zwei Jahre später trat er mit dem damals erst achtjährigen Cavan bei den Weltreiterspielen in Rom an, hier war er auch Teil einer dänischen Championatsequipe.
Bei den Europameisterschaften 1999 in Arnheim gewann er im Team mit Lone Jörgensen, Anne van Olst und Jon Pedersen Mannschaftsbronze. Diesen Erfolg konnte er zwei Jahre später wiederholen. Seinen wohl größten Einzelerfolg errang er beim Weltcupfinale 2002, wo er mit Cavan den zweiten Platz errang. Im selben Jahr verließ er Dänemark wieder und zog er zunächst nach Virginia. Später siedelte innerhalb der Vereinigten Staaten um nach Florida. Er ist hier in Loxahatchee ansässig, das sich nur wenige Kilometer entfernt von der Pferdesporthochburg Wellington befindet.
Auch nach seiner Rückkehr in die Vereinigten Staaten konnte er Cavan weiter reiten und auf Turnieren vorstellen. Es folgten noch gemeinsame Auftritte bei den Weltreiterspielen 2002, Olympischen Spielen 2004 und den Europameisterschaften 2005. Im Jahr 2007 wurde Cavan aus dem Sport verabschiedet.
Im Vorfeld der Olympischen Spiele 2012 stellte ihm das Gestüt Blue Hors den Wallach Gredstedgårds Casmir zur Verfügung,  den zuvor Sune Hansen geritten hatte. Doch es blieb bei wenigen Starts der beiden, zu einem Olympiastart kam es nicht. Noch einmal in den internationalen Spitzensport kehrte Lars Petersen mit der Stute Mariett zurück: So war er im Juni 2013 Teil der dänischen Mannschaft im Nationenpreis von Rotterdam, zudem qualifizierte er sich mit ihr für das Deutsche Dressurderby Anfang Juni 2014 in Hamburg. Diese Prüfung mit Pferdewechsel gewann er, er ritt hier jedoch sein zweites Grand Prix-Pferd Willano.
Nachdem er wenige Wochen später mit Mariett auch Teil der dänischen Equipe beim Nationenpreis beim CHIO Aachen war, wurde er für die Weltreiterspiele 2014 nominiert, die er dann auch mit Mariett bestritt. Nach über einem Jahrzehnt Abstinenz nahm er im April 2015 am Weltcupfinale in Las Vegas teil. Anschließend konzentrierte er sich wieder vermehrt auf den Turniersport in den Vereinigten Staaten. Daneben gibt er seit 2014 regelmäßig Trainingseinheiten auf dem dänischen Gestüt Blue Hors für dessen Reiter.
Im Februar 2016 nahm Lars Petersen die US-amerikanische Staatsbürgerschaft an. Anfang Juli 2017 wurde auch der Nationenwechsel im Sport vollzogen. Er ist mit der US-amerikanischen Dressurreiterin Melissa Taylor verheiratet.

## Erfolge
- Olympische Spiele:
  - 1996, Atlanta: mit Uffe Korshøjgaard 12. Platz im Einzel

- Weltreiterspiele:
  - 1998, Rom: mit Cavan 5. Platz mit der Mannschaft und 11. Platz im Einzel
  - 2002, Jerez de la Frontera: mit Cavan 4. Platz mit der Mannschaft und 9. Platz im Einzel
  - 2014, Caen: mit Mariett 7. Platz mit der Mannschaft und 28. Platz im Einzel

- Europameisterschaften:
  - 1999, Arnheim: mit Cavan 3. Platz mit der Mannschaft und 6. Platz im Einzel
  - 2001, Verden: mit Cavan 3. Platz mit der Mannschaft und 5. Platz im Einzel

- Weltcupfinale:
  - 2001, Vilhelmsborg bei Aarhus: 4. Platz mit Cavan
  - 2002, ’s-Hertogenbosch: 2. Platz mit Cavan
  - 2015, Las Vegas: 2. Platz mit Mariett

## Pferde (Auszug)
- Mariett (* 1998), dunkelbraune Dänische Stute, Vater: Come Back II, Muttervater: Sidney; zuletzt 2016 im internationalen Sport eingesetzt[12]
- Blue Hors Cavan (1990–2015), brauner Hannoveraner Hengst (im Jahr 2000 nach einem Leistenbruch kastriert)[13], Vater: Cavalier, Muttervater: Damnatz[14][6]
- Uffe Korshøjgaard (1985–2009), brauner Hengst, Vater: Claudie Damsgård, Muttervater: Kalpak xx[15][16]